# Chiesa di Santo Stefano a Castiglioni
La chiesa di Santo Stefano a Castiglioni è una chiesa nel comune di Rufina.

## Storia e descrizione
La chiesa, documentata in un breve papale del 1103, fu completamente restaurata nel 1926 e liberata dalle aggiunte barocche con lo scopo di recuperare le originarie strutture romaniche. In quell'occasione furono completamente ricostruiti il portale d'ingresso, il grande occhio circolare soprastante e la parte superiore della torre campanaria.
L'interno, a tre navate e quattro campate coperte da capriate a vista, è concluso da una tribuna a tre absidi, particolarità architettonica raramente riscontrabile nelle chiese del territorio fiorentino. All'interno si conserva una tavola, proveniente dall'Oratorio di Santa Maria a Rugiano, la cui stesura originaria è databile agli inizi del Trecento.